# Groentetuin

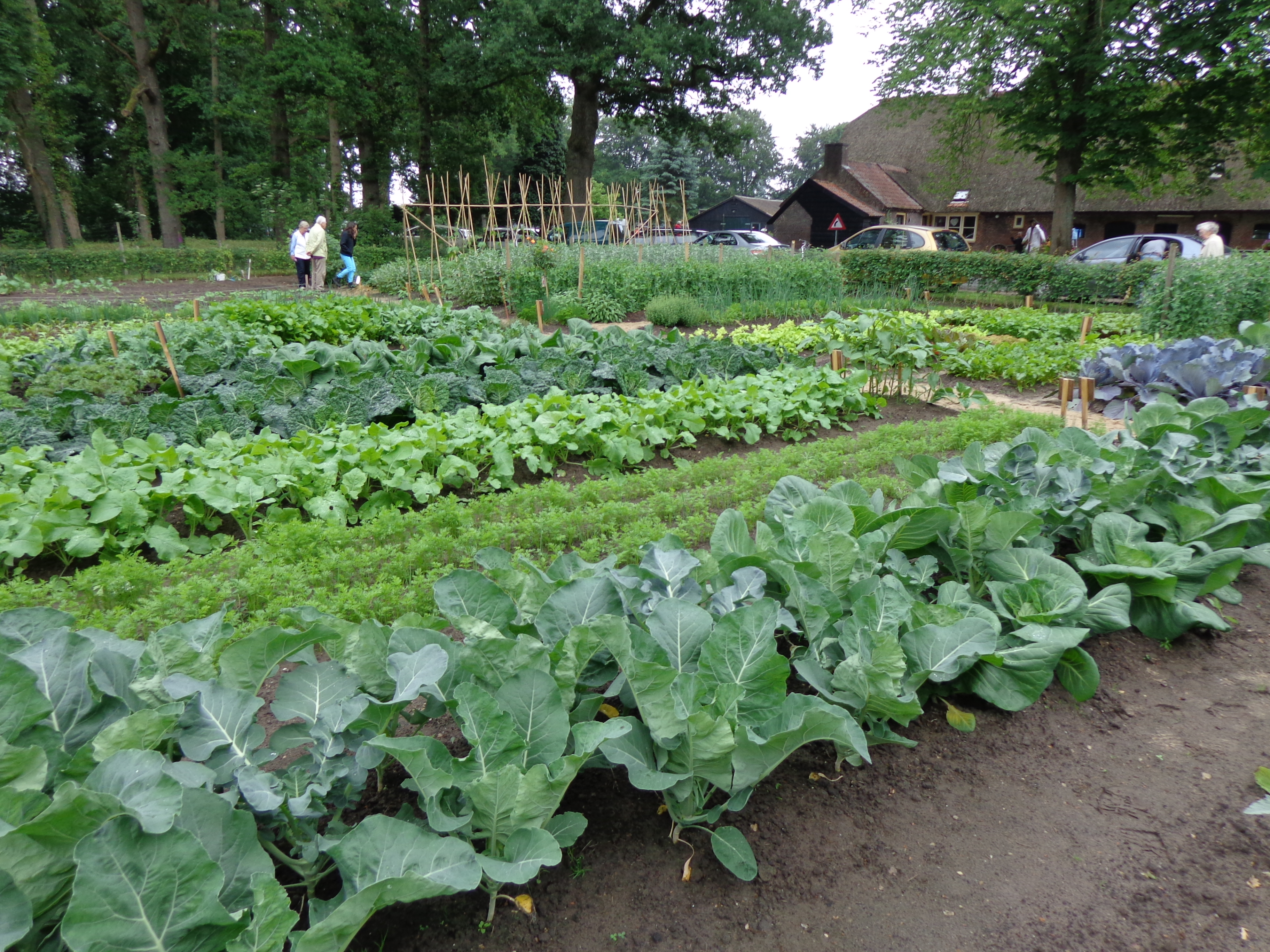
Moestuin Groot Zandbrink, Achterveld

Een groentetuin, ook moestuin of (groente)hof genoemd en in Vlaanderen ook wel lochting, is een tuin waar groenten of fruit worden gekweekt voor eigen gebruik.
Een groentetuin is meestal onderdeel van een tuin, waarvan de rest als siertuin is ingericht. Een moestuin kan echter ook gelegen zijn in een speciaal moestuinen-complex of in een volkstuin.

## Manieren van groenten kweken
Het kweken van groenten als in een groentetuin kan op diverse manieren. Naast de originele manier van teelt in de volle grond van een moestuin, een volkstuin of een moestuincomplex, is het mogelijk om te kweken in bakken, of rekken op het balkon of terras. Daarnaast is het ook mogelijk om op het dak een moestuin aan te leggen. Deze vorm van daktuin wordt meestal aangelegd in een stad waar een tekort is aan ruimte.

## Volkstuin en stadslandbouw
Als groenten worden verbouwd op een akkertje dat niet bij het woonhuis is gelegen, wordt dat vaak een volkstuin genoemd. Volkstuinen kennen een lange geschiedenis. Vaak wordt op volkstuinen groenten en fruit geteeld.
Een vroege voorloper van de volkstuin die tot nut was voor de voedselvoorziening is de coelghaerde oftewel kooltuin. Deze tuinen waren in de middeleeuwen net buiten een stadspoort te vinden. Het land werd door het stadsbestuur verpacht aan stedelingen die tuinen beschikbaar stelden aan landarbeiders.
Een relatief nieuwe vorm van landbouw in 21e-eeuwse stedelijke omgevingen is de stadslandbouw. In tegenstelling tot de volkstuin is in de stadslandbouw het uitgesproken verband met een individueel perceel losgelaten.

## Voorbereiding
Bij het kiezen van een plek voor een moestuin spelen de toekomstige groeiomstandigheden een grote rol: beschutting voor wind, voldoende zon en licht en de bodemvruchtbaarheid. Voordat het zaaien en planten begint wordt de grond onkruidvrij gemaakt. Traditioneel wordt diep omgespit en wordt mest of compost meegespit. Bij modernere methodes zoals permacultuur wordt in principe niet gespit, maar wordt gebruikgemaakt van verschillende bodembedekkingstechnieken ter onderdrukking van onkruid en om de vruchtbaarheid te verhogen.
Daarna wordt een plan opgezet voor de teelt door de jaren heen. Hierbij wordt de tuin voor de vruchtwisseling in bijvoorbeeld vier secties verdeeld. Traditioneel wordt groente in bedden met paden ertussen verbouwd. De breedte van de bedden is idealiter 1,2 meter zodat het bed bewerkt kan worden van de zijkant zonder dat men het hoeft te betreden. Adviezen over de zaaidichtheid zijn afgestemd op het optimale gebruik van deze breedte. Een alternatieve methode is die van Gertrud Franck; de gehele beschikbare ruimte wordt in het voorjaar met rijen spinazie ingezaaid. In plaats van over paden loopt de tuinder waar nodig gewoon over de spinazie. Tussen de rijen komt de groente. Als de spinazie te groot wordt, wordt hij afgesneden en blijft als groenbemesting liggen.

## De grond plantklaar maken

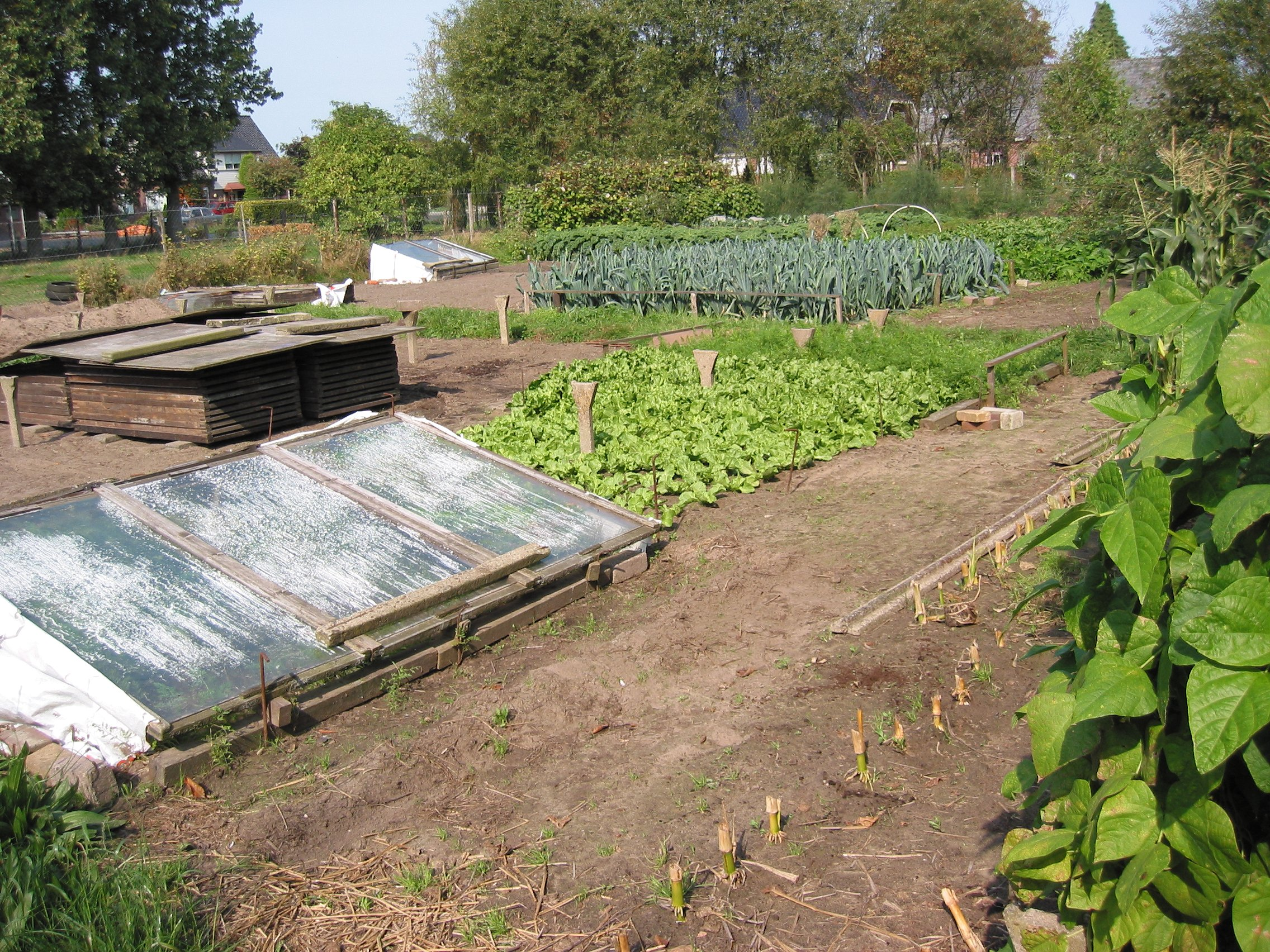
Moestuin in september

Op basis van een bodemonderzoek wordt duidelijk of er al dan niet nog bemest moet worden en met welke meststoffen en hoeveelheden. Bemest kan worden met organische mest of kunstmest.

## Tuinderij
Een groentetuin waar beroepsmatige groenteteelt plaatsvindt, wordt een tuinderij of tuinbouwbedrijf genoemd.